# سعيد الشلبي
سعيد الشلبي (1880 - 6 سبتمبر 1964) هو شاعر ليبي.

## حياته ونشأته
ولد عام 1880م جنوب مدينة اجدابيا وشارك في الجهاد ضد الغزو الإيطالي لليبيا من عام 1911م – 1941م. في الثلاثينات هاجر إلى مصر ثم عاد عام 1944م إلى ليبيا وإلى مسقط رأسه واستقر بها حتى وفاته يوم 6 سبتمبر 1964. لدى الشاعر سعيد الشلبي الكثير من الاشعار ومن أشهرها: الناب طالبة، هناك ناس، عندي عين ما ترقد الليل.
1. ↑  "هناك ناس تكرهم من اول ليله ( سعيد شلبي )". tamimi.own0.com. اطلع عليه بتاريخ 2024-05-30.
2. ↑  "مداخلة شعرية: للشاعر سعيد شلبي". www.agendaculturel.gov.tn. اطلع عليه بتاريخ 2024-05-30.